# FKF Nonprofit Zrt.
A Budapesti Közművek Nonprofit Zrt. FKF Köztisztasági Divízió (2021. szeptember 1. előtt: Fővárosi Közterület-fenntartó Zártkörűen Működő Nonprofit Részvénytársaság, röviden: FKF Nonprofit Zrt.) a Budapesti Közművek köztisztaságért és hulladékgazdálkodásáért felelős alegysége, korábban fővárosi tulajdonú vállalatként működött.

## Története
Egyes 17–18. századi, pesti és budai tanácsülések jegyzőkönyvei szerint rendeletek írták elő az utcák tisztán tartását. Az 1840-es évektől kezdve rendszeressé vált a szemét elszállítása, de csak 1895-ben hozták létre a Fővárosi Köztisztasági Hivatalt, a mai FKF jogelődjét. A szemételhordás ennek ellenére egy ideig magánkézben maradt: 1893 és 1906 között Cséry Lajos vállalkozó működtetett Kispest határában, ahová vasúti úton („szemétvasút”) gyűjtötte össze a szemetet. 1906-ban államilag megváltották Cséry cégét, és innentől a szemét szállítása is a Fővárosi Köztisztasági Hivatal jogkörébe tartozott. A Cséry-telep 1960-ig üzemelt.
1909-ben kerültek ki az első szemétgyűjtő edények a főváros közterületeire. 
1928-től a motoros meghajtású hókotrókkal és locsolóautókkal együtt vezették be a lovaskocsi helyett, gépkocsival történő – úgynevezett pormentes – szemétgyűjtést, azonban a technológia a kezdetlegessége miatt nem váltak be. A gyártójuk nevéről (Keller und Knappich Augsburg, röviden: KUKA) ragadt rájuk a közkeletű "kukásautó" megnevezés. A második világháború során az Fővárosi Köztisztasági Hivatal járműveinek jelentős része megsemmisült. A világháború után, 1945-ben újraindult a vállalat, és a lóállomány, illetve a járművek részleges pótlásával 8 hónap alatt sikerült eltávolítani 9 millió m3 szemetet a háborús pusztítások után. Ekkoriban vezették be a szemét nagy távolságokra történő szállítása helyett a mélyebben fekvő és felhagyott bányák területének úgynevezett gödörfeltöltéses módszerét. (Például: Lágymányosi-tó, Bécsi úti Újlaki téglagyár, Óhegyi Bodza utcai téglagyár stb).
A cég 1949 és 1957 között Fővárosi Köztisztasági Vállalat néven működött.
Nagy Budapest létrejötte után, 1952-ben kapcsolták be az új peremkerületeket is a Fővárosi Köztisztasági Hivatal által ellátandók körébe. 1957-ben felszámolták a szemétvasutat, és most már véglegesen gépkocsik vették át a szállítást.
A vállalat neve 1978-ban Fővárosi Közterület-fenntartó Vállalatra (FKFV) változott. A korabeli tevékenysége a hulladékgazdálkodáson túl már a fővárosi közúthálózat üzemeltetésére is kiterjedt: szemétszállítás és szemétégetés, közterület tisztítás, hóeltakarítás, mélyépítés, útépítés és felújítás, útburkolati jelek festése és karban tartása, közúti jelzőtáblák kihelyezése és kezelése, hidak és egyéb műtárgyak karban tartása, hídmesteri irodák működtetése, alul- és felüljárók fenntartása. Egyéb kiegészítő tevékenységek: kertészeti ágazat, aszfalt- és betonkészítő műhelyek, szemétgyűjtő edények és konténerek javító műhelye, garázsok és műszaki állomások, szeméttelepek kezelése.
1981-ben épült, majd 1982 májusában adták át Rákospalota szélén az első budapesti hulladékégető művet, ez évente kb. 1,6 millió m3 szemét elégetését tette lehetővé. (A villamosenergia termelése mellett Káposztásmegyer távhőellátását biztosítja.) A beindítása az előző évtized olajválsága által okozott gazdasági ártalmak enyhítése mellett az erősen környezetszennyező Budapest környéki szeméttelepek számának csökkentését eredményezte 11-ről 4-re. Ekkoriban az agglomerációban további három szemétlerakót üzemeltetett a vállalat. Az 1980-as évek további vívmánya a pormentes hulladékgyűjtő edények és a korszerű hulladékbegyűjtő járművek, illetve a speciális műveletek teljesítésére alkalmas járművek állományba vétele volt. Utóbbiak száma 1970-ben 657, 1990-ben 797 darab volt. A Fővárosi Hulladékhasznosító Mű épületében 1985 óta Köztisztasági Múzeum mutatja be a vállalat fejlődését.
A gépesítés mellett nem tűntek el a hagyományos utcaseprők sem Budapestről. A munkájuk elsősorban a gépekkel nehezebben tisztítható parkok, közlépcsők, hidak, aluljárók és felüljárók takarítására korlátozódott. 1990-ben a fővárosban éves szinten 4 millió m3 hulladék keletkezett, 17,8 millió m2 területet tisztított a vállalat, 96%-ban géppel, az FKF ekkor 3207 főt foglalkoztatott állandóan, megközelítőleg 550 alkalmi munkás mellett.
A vállalat végzi napjainkban a kommunális hulladékgazdálkodás melletti állandó szelektív hulladékgyűjtést, és az alkalmi – évente jellemzően 500-600 000 darab  – karácsonyfa-maradványok elszállítását is. A szelektív hulladékgyüjtés gyakorlatát először a budapesti lakossági hulladékudvarokban vezették be az 1990-es évek végén. A Hulladékhasznosító Műben 2003 és 2005 között új csarnok épült és füstgáztisztító berendezést kapott a kémény. 2000-ben kezdődött el a Pusztazámori Regionális Hulladékkezelő Központ kialakítása. Ennek következtében Dunakeszi határában az ezredforduló idején felhagyott lerakóban 2015-ben csupán a rákospalotai hulladékhasznosító salakanyagát helyezték el, ami a tervezett csömöri telep helyett azóta Pusztazámorra kerül, ahol a szakszerűen tárolt hulladék bomlásából keletkező metánból termelnek áramot. A legújabb fejlesztések egyike a 2023-ban üzembe helyezett Hulladékválogató Mű.
A vállalat neve a 2000-es években változott Fővárosi Közterület-fenntartó Nonprofit Zrt.-re. A 83 km hosszúságúra növekedett fővárosi közúthálózat üzemeltetését a 2011-ben megalakult Budapesti Közlekedési Központ leányvállalata, a Budapest Közút vette át.
2021. szeptember 1-jén német mintára az összes többi közszolgáltatást végző budapesti önkormányzati tulajdonú céggel (FŐTÁV Nonprofit Zrt., FKF Nonprofit Zrt., FŐKERT Nonprofit Zrt., BTI Nonprofit Zrt. és a FŐKÉTÜSZ Nonprofit Kft.) együtt egyetlen fővárosi tulajdonú nagyvállalatba olvadt Budapesti Közművek néven. 2022 január 1-től a főváros mellett Budaörs hulladékgazdálkodási feladatait is a cég végzi.
2022-ben a MOL és Budapesti Közművek felearányú részesedésével létrejött budapesti székhelyű koncessziós társaság, a MOHU Budapest Zrt. a 2022 nyarán elnyert koncessziós pályázat értelmében 2023. július 1-jétől 35 évig irányítja Magyarországon a települési lakossági és ipari eredetű szilárd hulladékgazdálkodást: hulladékgyűjtést, továbbá annak újrahasznosítással vagy ártalmatlanítással történő kezelését. A Budapesti Közművek FKF Köztisztasági Divíziójától pedig átvette a Fővárosi Hulladékhasznosító Mű és a Pusztazámori Regionális Hulladékkezelő Központ üzemeltetését. (A fővárosban és Budaörsön a szilárd hulladék begyűjtése és a főváros kezelésében álló közterületek takarítása az FKF feladata maradt.)

## Hulladékudvarok
Forrás:
- III. Testvérhegyi u. 10/a
- IV. Ugró Gyula sor 1-3.
- IV. Zichy Mihály sarok
- VIII. Sárkány u. 5.
- IX. Ecseri u. 9.
- X. Fehér köz 2.
- XI. Bánk bán u. 8-10.
- XIII. Tatai u. 96.
- XIV. Füredi u. 74.
- XV. Zsókavár u. 67.
- XVI. Csömöri u. 2-4.
- XVII. Gyökér köz 4.
- XVIII. Jegenye fasor
- XXI. Mansfeld P. u 86.
- XXII. Nagytétényi út 335.
- XV. Károlyi S. u. 1/a
- XVIII. Besence u. 1/a
- XVIII. Ipacsfa utca 14.

## Szemléletformáló és Újrahasználati Központok

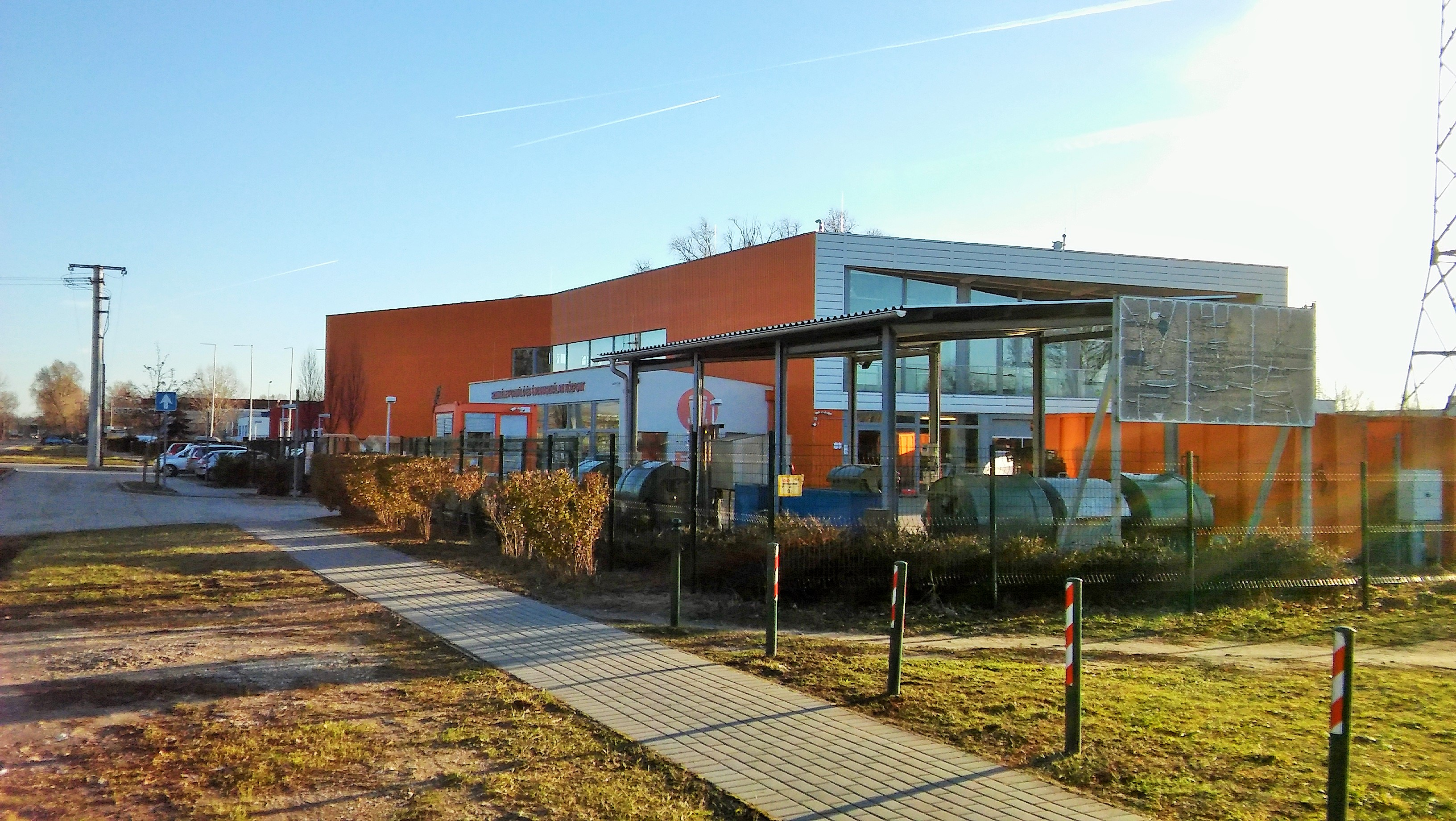
Szemléletformáló és Újrahasználati Központ (Besence utca)

2016-ban nyitották meg őket két hulladékudvar területén:
- XV., Károlyi Sándor u. 166.
- XVIII., Besence u. 1/A.

## Képtár

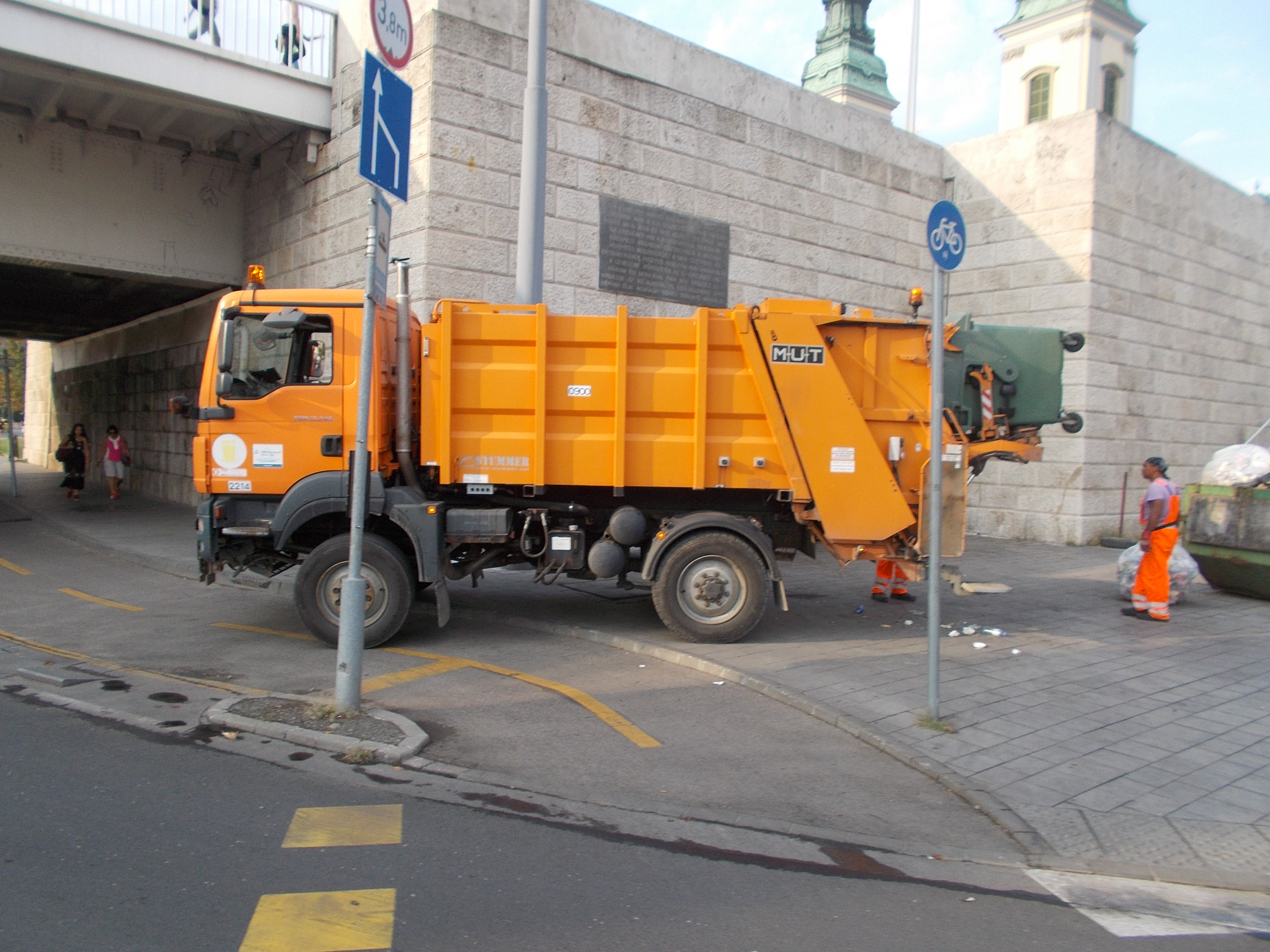
Korszerű kukásautó
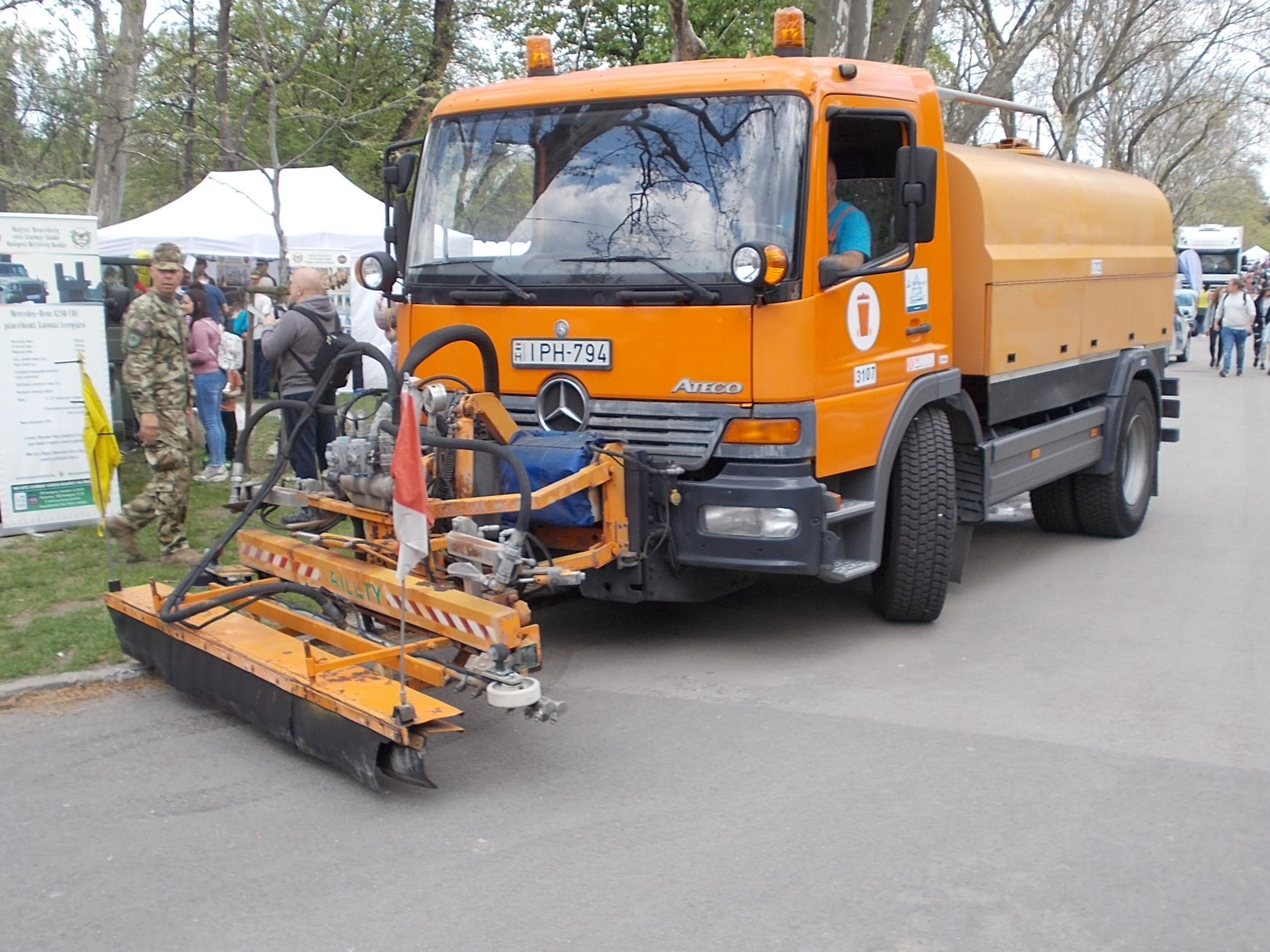
Utcaseprő gép
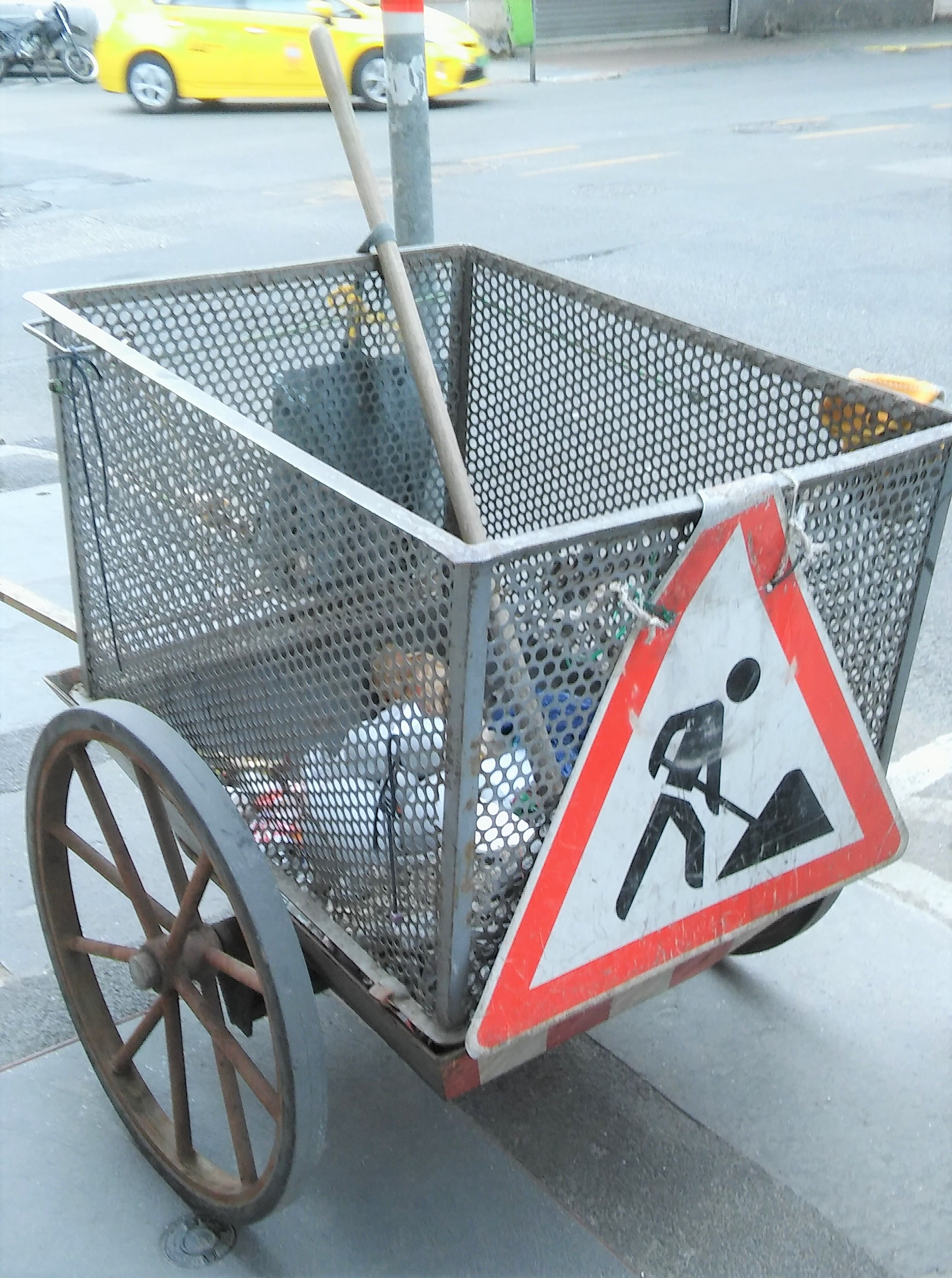
Utcaseprő kellékek
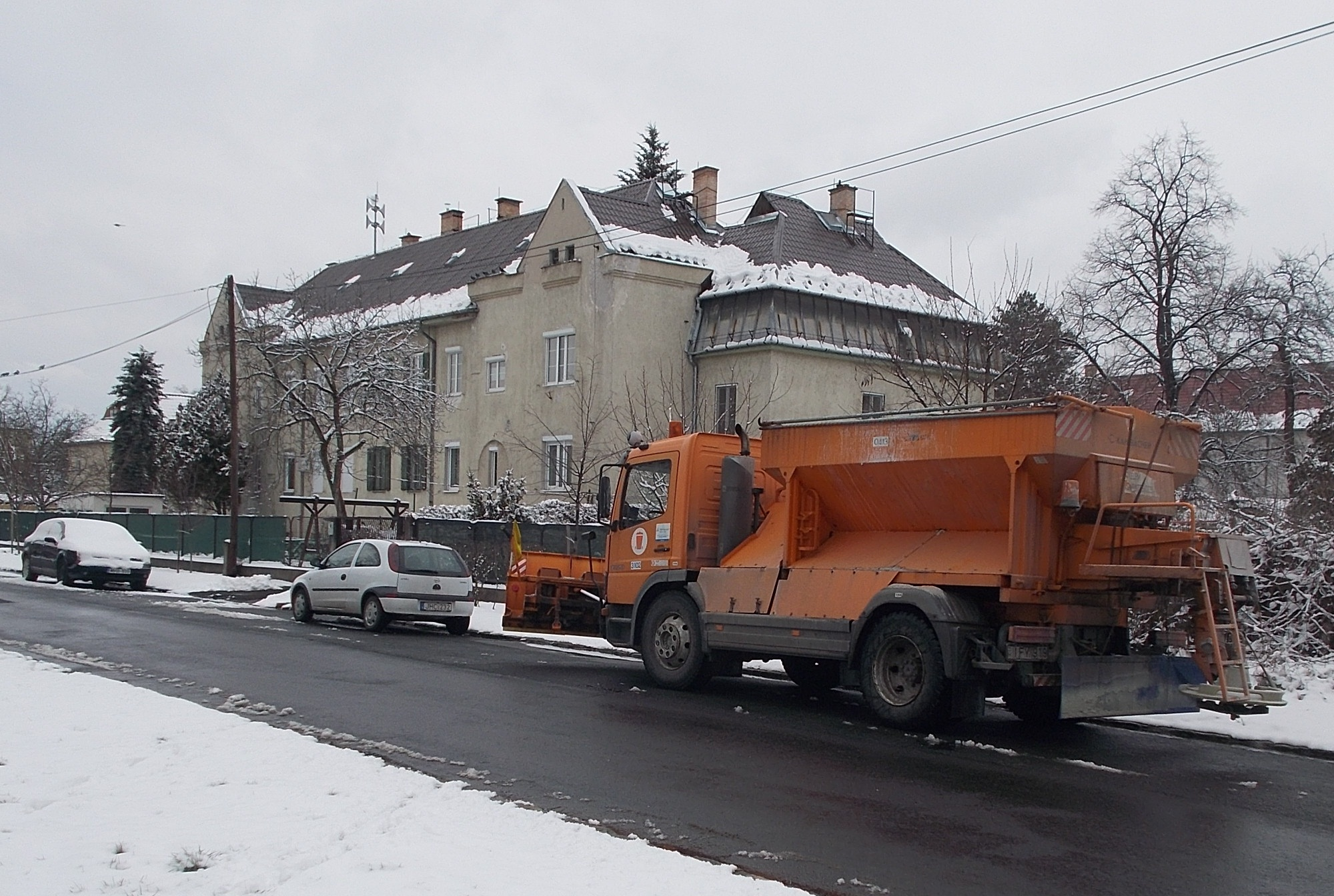
Hókotró
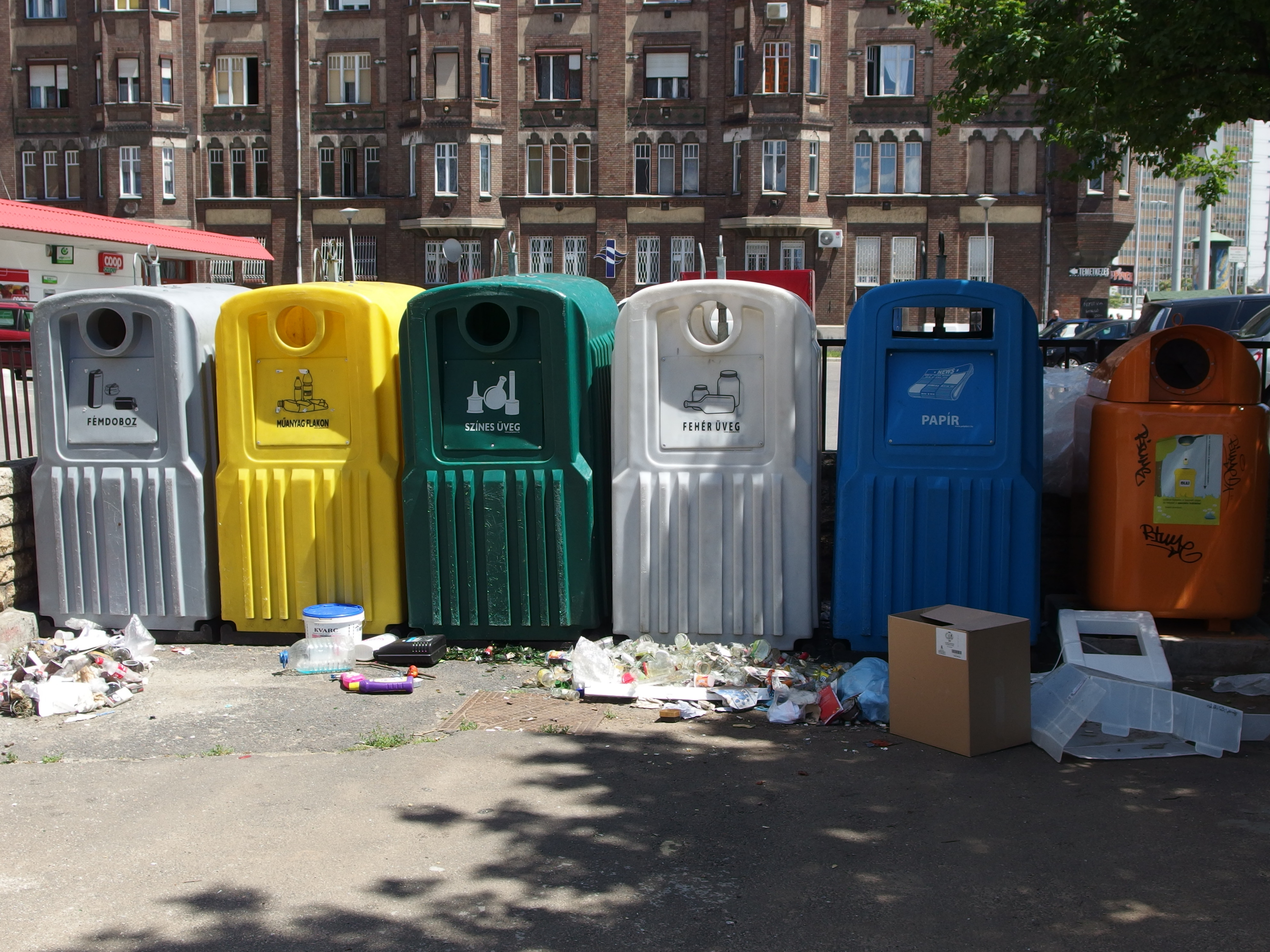
Szelektív hulladékgyűjtő edények
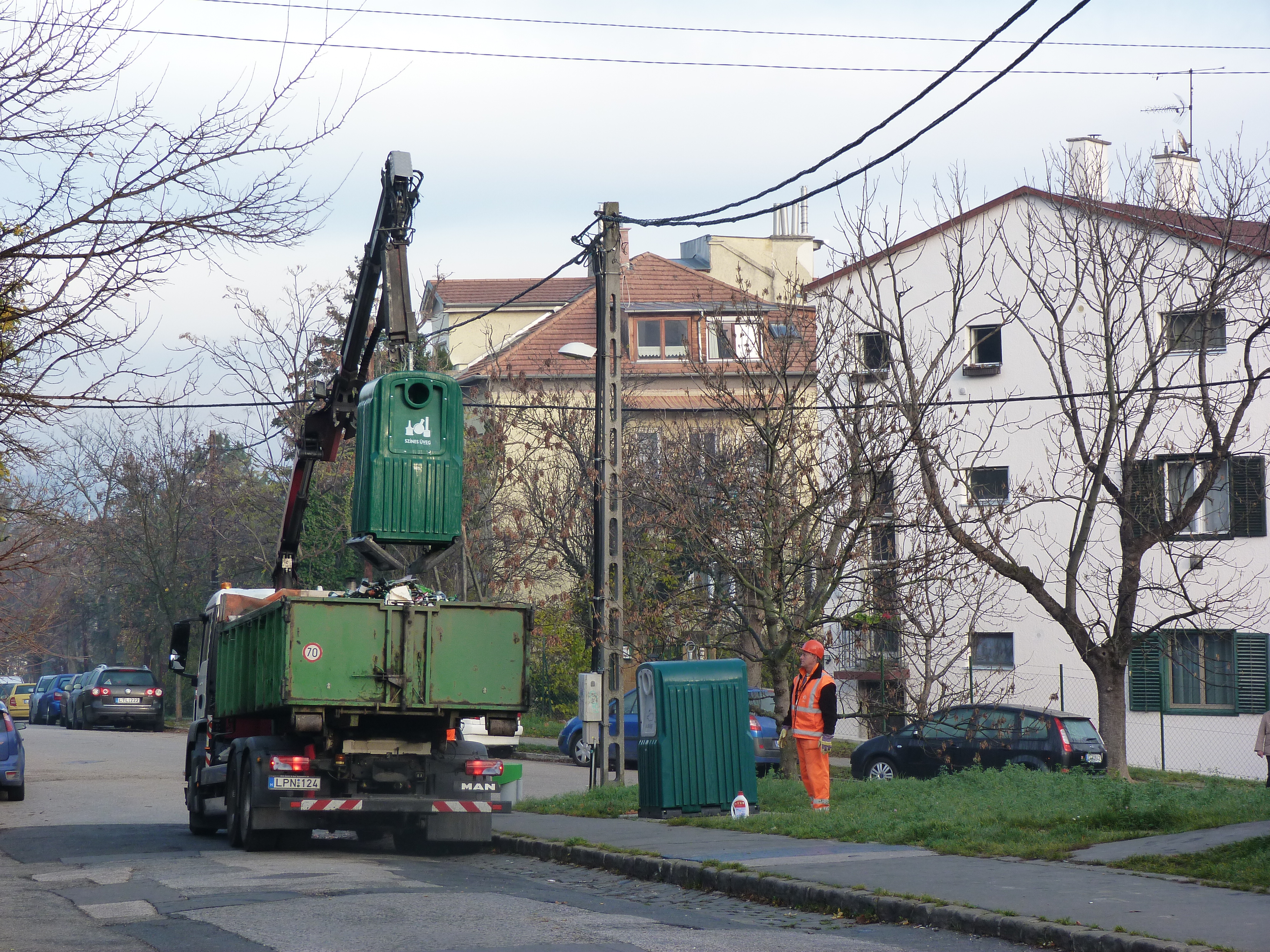
Szelektív hulladékgyűjtő edények ürítése
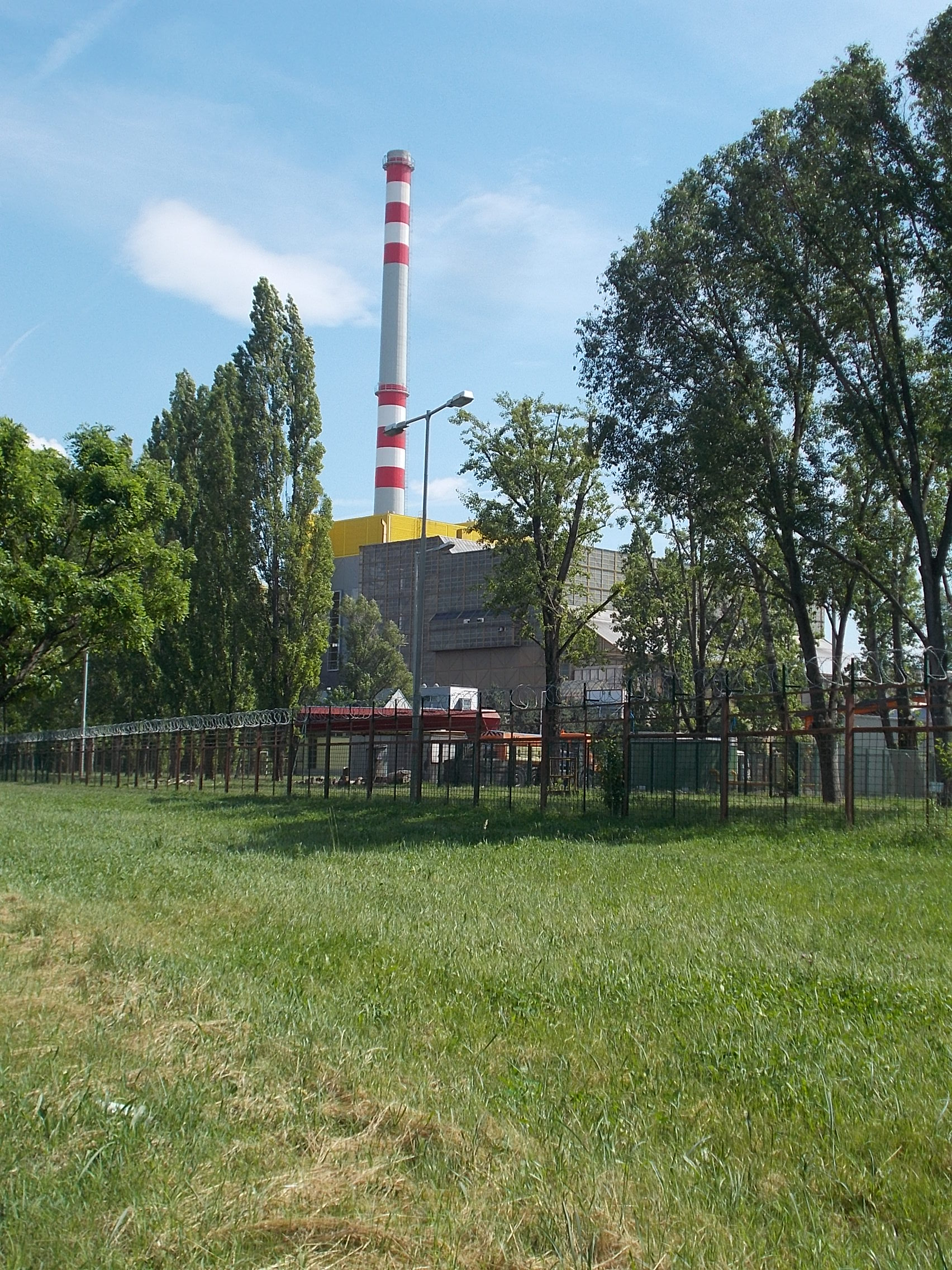
Fővárosi Hulladékhasznosító Mű Rákospalotán
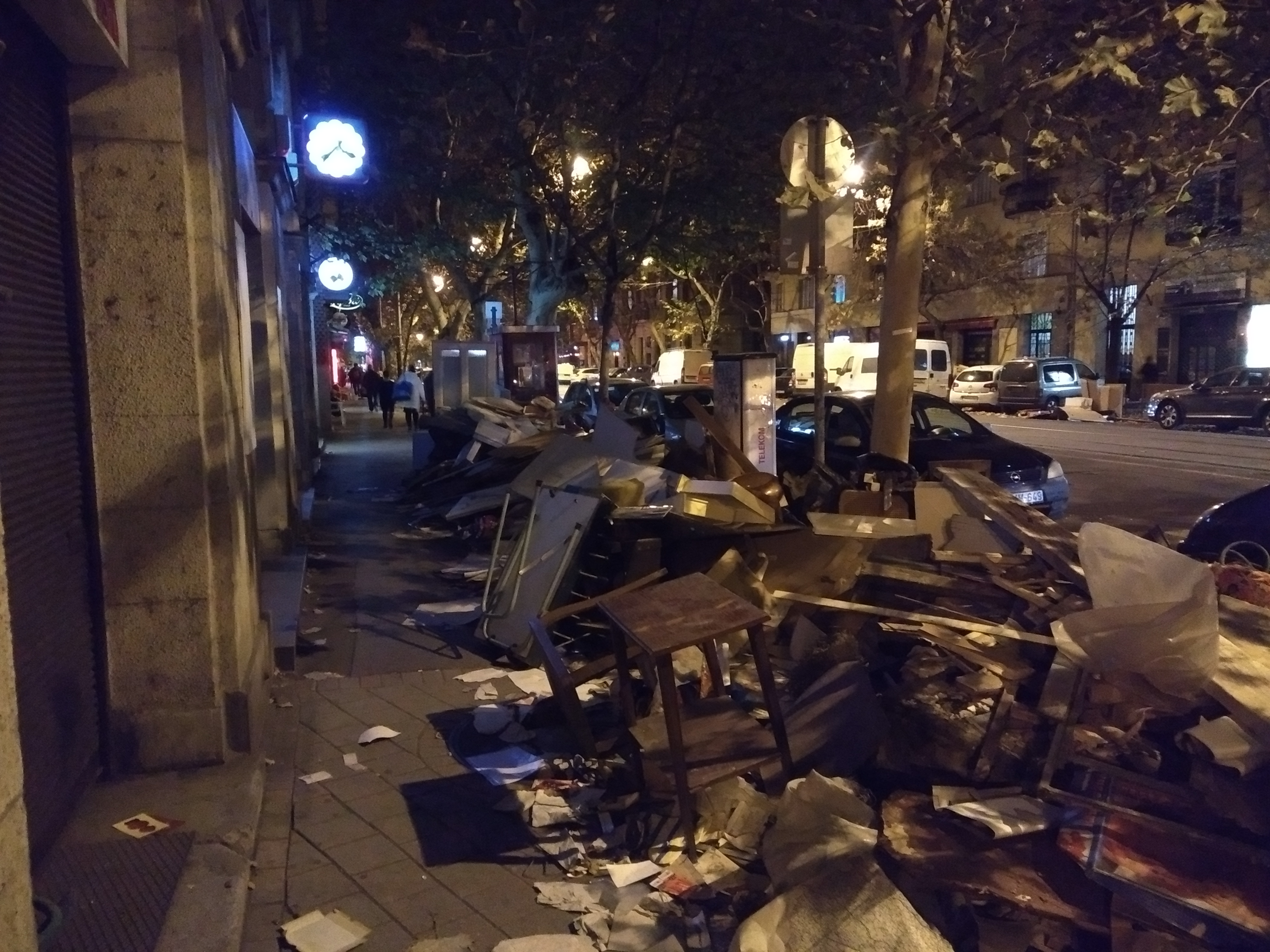
Lomtalanítás

## Forrás
- Budapest lexikon I. (A–K). Főszerk. Berza László. 2., bőv. kiad. Budapest: Akadémiai. 1993.   740–741. o. ISBN 963-05-6410-6
- Cégtörténet (fkf.hu)

## Egyéb irodalom
- Umbrai Laura: 120 év 120 képben – Az FKF Nonprofit Zrt. története a kezdetektől napjainkig, Budapest, 2015